# Low fantasy
Low fantasy (pol. fantasy niska) – konwencja literacka, będąca podgatunkiem fantasy, charakteryzująca się realizmem zbliżonym do świata rzeczywistego, bardzo często nawiązując do istniejących w nim realiów. Jest skrajnie odległa od innych podgatunków, np. high fantasy, ale zbieżna m.in. z dark fantasy.
Środki literackie charakterystyczne dla światów fantasy są bardzo zmarginalizowane – zazwyczaj brak jest fikcyjnych ras, takich jak elfy czy krasnoludy, a magia jest jedynie zjawiskiem incydentalnym; bohaterowie nie mają żadnych nadnaturalnych zdolności, lecz są zwykłymi ludźmi odznaczającymi się jedynie szczególnymi cechami charakteru. Powodowani są prostymi, naturalnymi pobudkami, w przeciwieństwie do postaci występujących w monumentalnych powieściach typu Władca Pierścieni J.R.R. Tolkiena.
Za prekursora konwencji uważany jest Robert E. Howard ze swoim cyklem o Conanie, którego fabuła osadzona jest na Ziemi ok. 14 000 – 10 000 p.n.e. w fikcyjnej erze hyboryjskiej, w krainie mającej być pierwowzorem mitologicznej Hiperborei – znanej starożytnym Grekom, a główny bohater jest synem kowala, który chce się zemścić na mordercach swoich rodziców. Jednak jego cykl kieruje się bardziej w stronę heroic fantasy lub odmiany zwanej „magia i miecz”.
Low fantasy nie jest odrębnym gatunkiem i jego definicja nie jest ściśle określona, ale może mieć cechy wspólne z innymi odmianami, jak np. dark fantasy czy magia i miecz (sword and sorcery).